# 岡山県道373号栃原久米南線

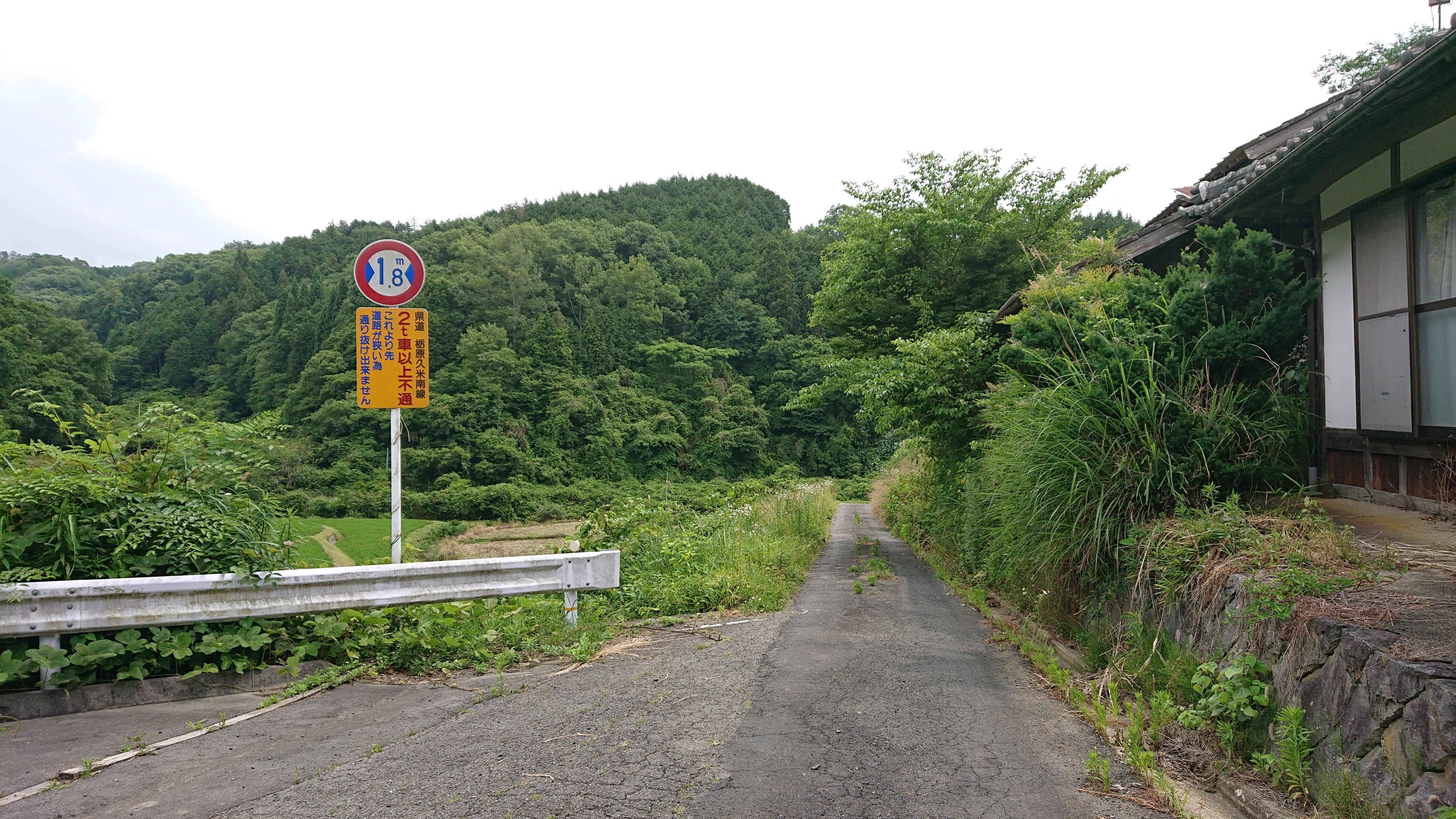
岡山県道373号栃原久米南線（美咲町和田北）

岡山県道373号栃原久米南線（おかやまけんどう373ごう とちばらくめなんせん）は、岡山県久米郡美咲町から久米郡久米南町に至る一般県道である。

## 概要
久米郡美咲町栃原から久米郡久米南町下弓削を結ぶ。

### 路線データ
- 起点：岡山県久米郡美咲町栃原（岡山県道30号落合建部線交点、岡山県道341号坪井下栃原線終点）
- 終点：岡山県久米郡久米南町下弓削（厨橋交差点、国道53号交点）
- 総延長：約19.6 km

## 路線状況
久米郡美咲町栃原 - 久米郡美咲町和田北の区間は幅員1.8 m制限、久米郡美咲町境（さかい） - 久米郡久米南町上籾（かみもみ）、久米郡久米南町松 - 久米郡久米南町下弓削の区間は幅員2.0 m制限がかかっており大型車の通行は困難である。

### 重複区間
- 岡山県道341号坪井下栃原線（久米郡美咲町栃原）
- 岡山県道70号久米建部線（久米郡美咲町境）

## 地理

### 通過する自治体
- 岡山県
  - 久米郡美咲町 - 岡山市（北区） - 久米郡久米南町

### 交差する道路
| 交差する道路                                                  | 市町村名 | 市町村名 | 交差する場所 | 交差する場所      |
| ------------------------------------------------------------- | -------- | -------- | ------------ | ----------------- |
| 岡山県道30号落合建部線 岡山県道341号坪井下栃原線 重複区間起点 | 久米郡   | 美咲町   | 栃原         | 起点              |
| 岡山県道341号坪井下栃原線 重複区間終点                        | 久米郡   | 美咲町   | 栃原         |                   |
| 岡山県道451号和田北鶴田線                                     | 久米郡   | 美咲町   | 和田北       |                   |
| 岡山県道342号大垪和西小山旭線                                 | 久米郡   | 美咲町   | 大垪和西     |                   |
| 岡山県道70号久米建部線 重複区間起点                           | 久米郡   | 美咲町   | 境           |                   |
| 岡山県道70号久米建部線 重複区間終点                           | 久米郡   | 美咲町   | 境           |                   |
| 岡山県道375号上籾神目停車場線                                 | 久米郡   | 久米南町 | 上籾         |                   |
| 岡山県道376号上籾誕生寺停車場線                               | 久米郡   | 久米南町 | 上籾         |                   |
| 国道53号 岡山県道52号勝央仁堀中線 重複                        | 久米郡   | 久米南町 | 下弓削       | 厨橋交差点 / 終点 |

### 交差する鉄道：
- 津山線

### 沿線
- 袋尻一休様の滝（久米郡美咲町和田北）
- 大垪和西の棚田（久米郡美咲町大垪和西）
- 大垪和郵便局（久米郡美咲町大垪和西）
- 上籾の棚田（久米郡久米南町上籾）
- 久米南町役場（久米郡久米南町下弓削・終点付近）
- 久米南町立弓削小学校（久米郡久米南町下弓削、終点付近）
- 久米南町立久米南中学校（久米郡久米南町下弓削、終点付近）